# Colonia dell'isola di Vancouver
La Colonia dell'Isola di Vancouver, ufficialmente conosciuta come Isola di Vancouver e le sue Dipendenze, fu una colonia della Corona britannica nell'America britannica dal 1849 al 1866. In quell'anno si unì alla terraferma per formare la Colonia della Columbia Britannica. La colonia unita entrò a far parte della Confederazione canadese nel 1871, diventando così parte del Canada. La colonia comprendeva l'Isola di Vancouver e le Isole Gulf dello Stretto di Georgia.